# Two Liberty Place
Das Two Liberty Place ist ein Wolkenkratzer in Philadelphia und gegenwärtig das vierthöchste Gebäude der Stadt nach dem Comcast Technology Center, Comcast Center und dem One Liberty Place. Das Bürogebäude ist 258 Meter hoch und hat 58 Etagen. Die Fertigstellung des Gebäudes erfolgte 1990. Es ist die kleinere Schwester des One Liberty Place und wurde wie dieses von Helmut Jahn entworfen. Die Adresse lautet 1601 Chestnut Street, Philadelphia, PA.